# Centrale nucléaire de Qinshan
La centrale nucléaire de Qinshan est installée à Haiyan dans la province du Zhejiang à environ 125 km au sud de Shanghai, dans l'Est de la Chine, à 500 mètres de la centrale nucléaire de Fangjashan. 
En 2003, Énergie atomique du Canada limitée (EACL) a terminé la construction de deux réacteurs CANDU de 728 MW sur le site de Qinshan.

## Description
La centrale a été construite en trois phases successives :
- Qinshan 1 : Réacteur à eau pressurisée CNP-300, d'une puissance nette de 300 MW, raccordé en 1991 ;
- Qinshan 2-1 : Réacteur à eau pressurisée CNP-600, d'une puissance nette  de 610 MW, raccordé en 2002 ;
- Qinshan 2-2 : Réacteur à eau pressurisée CNP-600, d'une puissance nette  de 610 MW, raccordé en 2004 ;
- Qinshan 2-3 : Réacteur à eau pressurisée CNP-600, d'une puissance nette  de 610 MW, raccordé en 2010 ;
- Qinshan 2-4 : Réacteur à eau pressurisée CNP-600, d'une puissance nette  de 610 MW, raccordé en 2012 ;
- Qinshan 3-1 : réacteur à eau lourde pressurisée CANDU, d'une puissance nette de 677 MW, raccordé en 2003 ;
- Qinshan 3-2 : réacteur à eau lourde pressurisée CANDU, d'une puissance nette de 677 MW, raccordé en 2003[2].

La troisième phase (Qinshan 3) comprenant deux réacteurs, est la première centrale nucléaire conçue et construite par les Chinois eux-mêmes sur la base de deux réacteurs CANDU.
Aujourd'hui, avec ses sept réacteurs, la centrale de Qinshan approvisionne principalement le réseau électrique de la Chine de l'Est. 
La surveillance effectuée par le service de protection de l'environnement atteste que le fonctionnement de la centrale de Qinshan n'a jamais dépassé les limites de rejets tolérées par la réglementation.